# 恰拉拉法特普尔
恰拉拉法特普尔（Chharra Rafatpur），是印度北方邦Aligarh县的一个城镇。总人口20826（2001年）。

## 人口
该地2001年总人口20826人，其中男性11021人，女性9805人；0—6岁人口3461人，其中男1823人，女1638人；识字率52.25%，其中男性为60.17%，女性为43.36%。